# Piel de asno
Piel de asno (en francés, Peau d'âne) es un cuento de hadas francés escrito por Charles Perrault. Publicado inicialmente, en 1694, como cuento independiente, fue más tarde incluido en el libro Cuentos de antaño (Histoires ou contes du temps passé. Avec des moralités). Además, el original está escrito en verso.

## Argumento
Un rey tenía una bella esposa, un castillo y riquezas, incluyendo un asno maravilloso cuyos excrementos eran monedas de oro. Un día murió su esposa, después de hacerle prometer que no se casaría hasta que no encontrara una mujer cuya belleza y atributos igualaran los suyos. Aunque el rey estaba triste le convencieron de buscar otra esposa. Se hizo evidente que la única mujer que encajaría con la promesa era su propia hija.
La princesa acudió a su hada madrina que le aconsejó hacer demandas imposibles para lograr su consentimiento: un vestido del color del cielo, un vestido del color de la luna, un vestido tan brillante como el sol, y, finalmente, la piel de su asno maravilloso. Tal era el deseo del rey de casarse con ella que le concedió todos. El hada madrina le proporcionó un cofre mágico para contener todo lo que poseía, le dejó su varita mágica y la convenció para que, sola y disfrazada con la piel del asno, huyera a un país lejano.
Llegó a una granja muy lejana en otro reino, donde le dieron trabajo en la cocina, a pesar de la fealdad que aparentaba con la piel del asno puesta. Los domingos, acabado su trabajo, se encerraba y se vestía a escondidas con los finos trajes que su padre le había regalado. Uno de esos días, el hijo del rey de esas tierras llegó hasta el cuartucho, miró por la cerradura y la sorprendió con el vestido de sol. Al instante se enamoró de ella; preguntó quien vivía en ese cuartucho y le contestaron que «Piel de asno». Cayó enfermo de anhelo, y declaró que nada lo curaría, sino un pastel horneado por Piel de asno.
Cuando Piel de asno horneó el pastel, se le cayó un anillo dentro. El príncipe lo encontró y declaró que iba a casarse sólo con la mujer cuyo dedo encajara en el anillo. Todas las doncellas de la corte se lo probaron sin éxito; insistió en que se lo probara Piel de asno y, ante el asombro general, le encajó. Una vez que la vieron luciendo sus vestidos finos, los padres del príncipe la aceptaron. Entre los invitados a la celebración de la boda aparece el padre que ahora la quiere con cariño paternal.

## Re-narraciones y adaptaciones
- (1899) Piel de asno, ópera-cómica francesa de Raoul Laparra.
- (1904) Piel de asno, película francesa muda de Albert Capellani y Vincent Lorant-Heilbronn.
- (1906) Piel de asno, película francesa muda de Albert Capellani.
- (1970) Peau d'âne, película musical francesa dirigida por Jacques Demy, protagonizada por Jean Marais y Catherine Deneuve (en inglés, Once Upon a Time y The Magic Donkey)
- (1988) Sapsorrow, una versión del cuento Piel de asno, con elementos de La Cenicienta, emitida dentro de la serie The Storyteller —creada y producida por Jim Henson—.
- (1993) Deerskin (Piel de ciervo), novela de Robin McKinley.
- (2003) Pelzmantel: A Medieval Tale, novela de K.A. Laity.
- (2006) Donkey Skin, poema de Midori Snyder inspirado en el cuento Piel de asno (disponible en línea aquí)
- (2012) Unnatural Issue (Edición poco natural), novela de Mercedes Lackey, dentro de la colección Elemental Masters.
- (2013) The Color Master, colección de 15 cuentos cortos posmodernos, por Aimee Bender; el primero, y que da título a la colección, El maestro del color está narrado por la modista a quien el rey y padre de Piel de asno encargará los vestidos.[4]
- (2013) «Piel de asno» es un personaje que aparece en el videojuego The Wolf Among Us de Telltale Games.